# 大禾叶蕨
大禾叶蕨（学名：Grammitis intromissa）为禾叶蕨科禾叶蕨属下的一个种。

## 扩展阅读
- 維基物種上的相關：大禾叶蕨